# U-KISS
U-KISS (кор. 유키스 , яп. ユーキス) — южнокорейский бойз-бэнд, сформированная NH Media в 2008 году. Их название является аббревиатурой, расшифровывающейся как «Вездесущая корейская интернациональная суперзвезда». Текущий состав группы состоит из Сухёна, Хуна и Джуна.
Их прорывным хитом стал «Man Man Ha Ni» (2009) с их мини-альбома ContiUKiss. Они выпустили свой первый полноформатный альбом Only One 3 февраля 2010 года. Они официально дебютировали в Японии в 2011 году, выпустив сингл «Tick Tack». Их первым японским полноформатным альбомом стал A Shared Dream (2012).
С момента своего дебюта U-KISS выпустили три полноформатных альбома, двенадцать мини-альбомов, один специальный мини-альбом (созданный для их поклонников) и различные синглы. Они выпустили семь японских полноформатных альбомов, один японский сборник и пять японских мини-альбомов. Группа и отдельные участники также участвовали в различных мюзиклах, радиопрограммах, веб-шоу, сериалах и фильмах. Группа исполняла песни на корейском, японском, китайском, английском, и испанском языках.

## Жизнь и карьера

### 2008: Пре-дебют и дебют
U-KISS впервые были сформированы как мужская группа, состоящая из 6 мемберов в 2008 году. Kim Kibum и Kevin Woo были мемберами мужской группы Xing, но покинули группу в начале 2007 года. Остальные четыре мембера были выбраны NH Media через прослушивание. U-KISS дебютировали в Японии 15 августа 2008 на Power of Atamix 08. Группа дебютировала в Южной Корее 28 августа 2008 и выпустила первый мини-альбом New Generation, (N-Generation)’’ 3 сентября 2008, а также выступили в живую с их первой песней «Not Young» на Mnet. Даже если они новички в этой отрасли, U-KISS считались Японско-Корейским совместным проектом. Популярная компания Yoshimoto Group в Японии инвестировала 150 биллионов KRW (корейских вон) чтобы U-KISS развивались как интернациональная группа. Причиной этого является качество группы, как многоязычной: Alexander может разговаривать на семи языках, среди которых испанский, португальский, тагальский, японский, китайский(кантонский)
, корейский и английский; Eli свободно говорит на английском, корейском и китайском; макнэ (младший участник группы) Dongho может говорить на корейском и китайском; Kevin на английском, Kibum может говорить на японском.

### 2009—2010: Only One, различные шоу и первый крупный концерт
U-KISS выпустили свой второй мини-альбом «Bring It Back 2 Old School» в 2009 году с заглавной песней «I Like You», которая сделала их популярными в Таиланде. С третьим мини-альбомом, который назывался «ContiUkiss», присоединился Lee Kiseop как седьмой мембер группы. Заглавный трек «Man Man Ha Ni» был выпущен после изменений в составе. Четвертый мини-альбом «Break Time» был выпущен в 2010 году, с заглавным треком «Shut Up!». Первый полноформатный альбом группы, «Only One», был выпущен 3 февраля 2010,а трек «Bingeul Bingeul» занял лидирующие места в чартах на Филиппинах. Альбом также возглавил Hanteo Charts, Hot Tracks, Syn-nara Records и Evan Records за один день. Позже U-KISS играли в Малайзии, Монголии и Японии в поддержку альбома. Их первый крупный концерт на Филиппинах назвали U-KISS First Kiss Tour в Маниле. Помимо музыкальной карьеры, U-KISS снимались в разных шоу про них: «All About U-KISS», «UKISS Vampire» и «Chef Kiss», также мемберы участвовали в других шоу. Kevin Woo и Alexander Lee Eusebio выступали на радиошоу «Pops in Seoul» на Arirang Radio в качестве гостей в отрезке программы 'All About You' и участвовали в песне Brave Brother — Finally. Kim Eli был ведущим на шоу MBC Fusion. Новый мембер Lee Kiseop принимал участие в различных шоу, таких как Uljjang Shidae 2 (Pretty Boys and Girls Season 2). Shin Dongho тоже много участвовал в шоу (The Invincible Baseball Team, Idol Maknae Rebellion) и снимался в фильмах (My Black Mini Dress). Kibum вместе с Eli снимались в тайской драме Autumn’s Destiny где их голоса озвучивали так как они не могли говорить по-тайски.

### 2011—2012: Карьера в Японии, Neverland, Тур и DoraDora
NH Media заявили, что U-KISS планируют дебют в Соединенных Штатах. Группа записала больше ста треков для их дебютного альбома в США ,но он был отменен в связи расторжением контрактов с некоторыми участниками. Alexander и Kibum покинули группу в 2011, а на их место взяли бывшего участника группы «Paran» Kim Jae Seop (AJ) и соло певца Yeo Hoon Min(Hoon). Новые U-KISS вернулись на сцену 30 марта с из пятым мини-альбомом Bran New Kiss с новой песней 0330. U-KISS выпустили их второй полноформатный альбом Neverland в сентябре с их песнями «Neverland» and «Someday». U-KISS также выпустили документальное DVD под названием «Дни U-KISS в Японии». С 8 июня 2011 группа осталась в Японии на 3 месяца для подготовки их официального дебюта в Японии и выступлению на Avex Japan.В первый же день после выпуска, альбом «First Kiss» занял второе место в ежедневном чарте Oricon. Они также выпустили японскую версию «Bran New Kiss» 24 августа 2011. Группа также выпустила их первый японский альбом «Tick Tack». Они также выпустили их второй японский альбом Forbidden Love одновременно с их первым полноформатным японским альбомом A Shared Dream.
В 2012 году они участвовали в концерте Music Bank, состоявшимся в Париже. Группа стала первой K-поп-группой, которая выступит в Колумбии в соответствии с празднованием 2012’s Los 40 Principales наряду с международной звездой Шакирой.
Группа провела шоукейс под названием U-KISS 1st Japan Live Tour 2012 в марте, который проходил в залах Zepp по всей Японии. Тур длился от 2 марта 2012 года по 25 марта 2012 года.
В этом году, U-KISS были выбраны в качестве Number 1 Hallyu group to watch out в Японии, в то время как Кевин был выбран в качестве Luckiest Hallyu Star of 2012.
Они выпустили их шестой мини-альбом Dora Dora в Южной Корее 25 апреля 2012. В мае 2012 года DoraDora получил первое место на немецком чарте азиатской музыки. Группа также выпускает свой седьмой мини-альбом или специальный альбом «The Special to Kissme» 5 июня. Второй сингл «Te Amo» был выпущен 1 июня 2012 года на различных музыкальных сайтах, и сразу занял четвертое место на «Soribada». Группа выпустила свой третий японский сингл, «Dear my friend» 5 июля 2012 года. Он был использован в качестве музыкальной темы для японского аниме «Stormy Night» (Secret Friends).
Помимо релиза альбомов, группа также выступила вместе с Girls Generation и Shinee на K-POP Nation Concert in Macao 2012. Участник Ким Jaeseop (AJ) был принят в Колумбийский университет США в 2011 году, вместе с 1 % лучших учеников. Было объявлено 29 июля 2012 года, что AJ возьмет перерыв в течение 5 месяцев и не будет выступать с U-KISS, начиная с августа, чтобы сконцентрироваться на учебе. AJ вернулся в начале 2013 года, тем временем U-KISS вернулись в сентябре в составе 6 участников. Перед временным отъездом AJ, группа присутствовала на A-Nation opening ceremony at the Tokyo National Stadium. 9 августа 2012 года они, как ожидалось, представляют Корею в Asia Progress M, части деятельности в A-Nation, крупнейшем музыкальном фестивале в Японии. Группа также выступала 26 августа 2012 года с Hamasaki Ayumi, M-Flo и Big Bang на Ajinomoto Stadium.
На последнем этапе своего японского тура в Budokan U-KISS собрали десятитысячную аудиторию, их самая большая на сегодняшний день. Между тем, группа выпустила свой четвертый японский сингл «One of You» 5 сентября 2012 года. На первой неделе после релиза, альбом занял первую позицию в еженедельном чарте Tower Records. 20 сентября группа выпустила свой седьмой мини-альбом «Stop Girl» и планирует активно продвигать его в 10 стран, включая Таиланд , Филиппины, США и Китай.
U-KISS получили специальную награду в знак признания их вклада в Hallyu волну. Группа приняла участие в праздничном мероприятии Arirang TV по случаю их достижения более чем 100 миллионов клиентов. На праздновании U-KISS были награждены «Special Hallyu Achievement Award» от министра Министерства культуры, спорта и туризма.
U-KISS выпустили свой пятый японский сингл «Distance» 12 декабря 2012 года.

### 2013: 4-й визит в Манила и «Collage»
U-KISS участвовали в Dream KPOP Fantasy Concert, который проходил в Маниле (Филиппины) 19 января 2013 года. AJ, который ранее был на обучении, вернулся в U-KISS 16 февраля для участия в Valentines Day Event.
U-KISS выпустили свой третий полноценный альбом «Collage» вместе с AJ 7 марта, в то время как сингл «Standing Still», спродюсированный Ryan Jhung, был выпущен 6 марта. Также в альбоме есть соло Кевина «My Reason», Eli-AJ дуэт «Party All The Time» и Soohyun-Hoon в «More Painful than Pain». Сингл «Standing Still» был впервые исполнен на Show Champion 6 марта, за день до его выпуска.
Наряду с выпуском альбома, U-KISS планируют тур Zepp под названием «U-KISS Zepp Tour 2013» в летом.
В октябре группу покинул макнэ — Dongho(Донхо), по состоянию здоровья.

### 2016 - 2017 настоящее время: Stalker, уход из группы AJ и Кевина.
23 февраля 2016 года, U-KISS выпустили 12-й японский сингл "Kissing to Feel", а а 23 марта - 5-й японский альбом "One Shot One Kill". Клип на песню "One Shot One Kill" был выпущен 9 марта.
7 июля был выпущен 11 миниальбом "Stalker", анонсирование было произведено в мае 2016 года.
29 августа 2016 года, AJ объявил о своём официальном уходе из группы после завершения своего контракта с NH Media.
2 марта 2017 года Кевин объявил о своём официальном уходе из группы после завершения своего контракта с NH Media. В дальнейшем группа выступает в составе 5 человек.

## Участники

### Состав группы в настоящее время
| Сценическое имя    | Настоящее имя                   | Дата рождения | Позиция в группе                    |
| ------------------ | ------------------------------- | ------------- | ----------------------------------- |
| Soohyun(Сухён)수현 | Shin Soohyun(Шин Сухён)신수현   | 11.03.1989    | Лидер, главный вокалист.            |
| Kiseop(Кисоп)기섭  | Lee Kiseop(Ли Кисоп)이기섭      | 17.01.1991    | Лид. танцор, вокалист, лицо группы. |
| Eli(Илай)일라이    | Kim Kyoungjae(Ким Кёндже)김경재 | 13.03.1991    | Рэпер                               |
| Hoon(Хун)훈        | Yeo Hoonmin(Ё Хунмин)여훈민     | 16.08.1991    | Вокалист                            |
| Jun(Джун)준        | Lee Junyoung(Ли Джунен) 이준영  | 22.01.1997    | Вокалист, рэпер, макнэ              |

### Бывшие участники
| Сценическое имя               | Настоящее имя                                                 | Дата рождения | Позиция в группе |
| ----------------------------- | ------------------------------------------------------------- | ------------- | ---------------- |
| Alexander(Александер)알렉산더 | Alexander Lee Eusebio(Александер Ли Юсэбио)알렉산더이유세비오 | 29.07.1989    | Рэпер            |
| Kibum(Кибом)기범              | Kim Kibum(Ким Кибом)김기범                                    | 29.12.1990    | Вокалист         |
| Dongho(Донхо)동호             | Shin Dongho(Шин Донхо)신동호                                  | 29.06.1994    | Рэпер, макнэ     |
| Kevin(Кевин)케빈              | Woo Sunghyun(У Сонхён)우성현                                  | 25.11.1991    | Вокалист         |
| AJ(ЭйДжей)에이제이            | Kim Jaeseop(Ким Джесоп)김재섭                                 | 04.06.1991    | Рэпер            |

## Благотворительность
7 июня 2011 года U-KISS, наряду с другими K-поп-группами, такими как 2NE1, MBLAQ, 4Minute, FT Island и BEAST провели специальное шоу под названием Seoul-Osaka Music of Hearts, чтобы собрать средства для помощи пострадавшим от землетрясения в Японии. Кроме того, группа стала первыми провели фан-встречу в Камбодже 18 июня 2012 под названием Share The Love Charity Concert. Встреча проводилась в школе. Группа взяла с собой бейсбольные биты и другое снаряжение для бейсбола и раздала его детям. Шоу спонсировалось известными Камбоджийскими людьми и его посетил премьер-министр Камбоджы Hun Sen.
1 февраля 2013 года Soohyun и Кевин провели благотворительную акцию для Джакарты после сильного наводнения.
U-KISS стали первой к-поп группой, публично предпринявшей действия по оказанию гуманитарной помощи Украине во время полномасштабного российского вторжения в Украину, являющееся частью русско-украинской войны. 3 марта участники U-KISS Сухён, Кисоп и Хун встретились с послом Украины в Южной Корее Дмитрием Пономаренко, чтобы передать свое пожертвование в размере 10 миллионов вон (8 200 долларов США) в качестве гуманитарной помощи.

## Дискография
| - Only One (2010) - Neverland (2011) - Collage (2013) | - A Shared Dream (2012) - Inside øf Me (2013) - Memories (2014) - Action (2015) - One Shot One Kill (2016) - U-KISS Solo & Unit ALBUM (2017) - Link (2018) - Glory (2018) |

## Фильмография

### Реалити-шоу
- 2009: You Know U-KISS
- 2009: All About U-KISS
- 2010: U-KISS Vampire
- 2010: Chef KISS
- 2013: U-KISSme?
- 2013: Kanzume!! TV Magazine Show
- 2014: Go U-KISS!
- 2014–н.в: U-KISS no Teatarishidai
- 2019: U-KISS no MassisoU

## Концерты
- 2010: U-KISS First Kiss Tour in Manila
- 2012: U-KISS 1st Japan Live Tour
- 2012: U-KISS South American Tour
- 2013: U-KISS Zepp Tour 2013

## Награды
| Год  | Мероприятие                         | Награда                        | Результат    |
| ---- | ----------------------------------- | ------------------------------ | ------------ |
| 2008 | Asia Song Festival                  | Asian Rookie Award             | Выиграли     |
| 2008 | Asia Song Festival                  | Influential Asian Artist       | Выиграли     |
| 2010 | Golden Disk Awards                  | Disk Bonsang Award             | Номинированы |
| 2010 | Golden Disk Awards                  | Popularity Award               | Номинированы |
| 2010 | [V] Chinese TOP Awards              | Most Potential Overseas Artist | Выиграли     |
| 2011 | SBS MTV Best Of The Best            | Best Male Music Video          | Выиграли     |
| 2011 | Korean Culture Entertainment Awards | Best Male Idol Group           | Выиграли     |
| 2011 | Korean Video Daejun Awards          | Photogenic Artist Of The Year  | Выиграли     |
| 2012 | Seoul Music Awards                  | Disk Bonsang Award             | Номинированы |
| 2012 | Seoul Music Awards                  | Popularity Award               | Номинированы |